# Volkskreuz
Das Volkskreuz wird nur in der italienischen Heraldik verwendet.
In einem roten Kreis liegt ein gemeines silbernes Kreuz als Heroldsbild. Im Italienischen wird es cruce di populi  benannt. Es ist seit dem 15. Jahrhundert als Zeichen der an verschiedenen Kämpfen teilgenommenen Edelleute bekannt. Im 16. Jahrhundert wurde es zum Zeichen der Volkspartei, popularita genannt. Für die Wappenträger war es so wichtig, dass es vorwiegend im ersten Feld auf einem Wappenschild dargestellt wurde. Die italienische Familie Archi führte das Wappenbild.